# Pakistan ai Giochi della XXXII Olimpiade
Il Pakistan ha partecipato ai Giochi della XXXII Olimpiade, che si sono svolti a Tokyo, Giappone, dal 23 luglio all'8 agosto 2021 (inizialmente previsti dal 24 luglio al 9 agosto 2020 ma posticipati per la pandemia di COVID-19) con dieci atleti, sette uomini e tre donne.
Si è trattato della diciottesima partecipazione di questo paese ai Giochi estivi.

## Delegazione
| Sport             | Uomini | Donne | Totale |
| ----------------- | ------ | ----- | ------ |
| Atletica leggera  | 1      | 1     | 2      |
| Badminton         | 0      | 1     | 1      |
| Judo              | 1      | 0     | 1      |
| Nuoto             | 1      | 1     | 2      |
| Sollevamento pesi | 1      | 0     | 2      |
| Tiro              | 3      | 0     | 3      |
| Totale            | 7      | 3     | 10     |

## Atletica leggera
| Q | Qualificato al turno successivo per la posizione in qualificazione                                                           |
| q | Qualificato per il turno successivo per ripescaggio o, negli eventi su campo, conquistando la misura minima per qualificarsi |

Maschile
Eventi su campo
| Atleta        | Evento                | Qualifica | Qualifica | Finale  | Finale    |
| Atleta        | Evento                | Misura    | Posizione | Misura  | Posizione |
| ------------- | --------------------- | --------- | --------- | ------- | --------- |
| Arshad Nadeem | Lancio del giavelloto | 85,16 m   | 3º Q      | 84,62 m | 5º        |

Femminile
Eventi su pista e strada
| Atleta        | Evento      | Batteria  | Batteria  | Semifinale      | Semifinale      | Finale          | Finale          |
| Atleta        | Evento      | Risultato | Posizione | Risultato       | Posizione       | Risultato       | Posizione       |
| ------------- | ----------- | --------- | --------- | --------------- | --------------- | --------------- | --------------- |
| Najma Parveen | 200 m piani | 28"12     | 7ª        | Non qualificata | Non qualificata | Non qualificata | Non qualificata |

## Badminton
| Atleta         | Evento            | Girone                      | Girone                      | Girone | Ottavi               | Quarti               | Semifinale           | Finale               | Finale          |
| Atleta         | Evento            | Avversario Punteggio        | Avversario Punteggio        | Pos.   | Avversario Punteggio | Avversario Punteggio | Avversario Punteggio | Avversario Punteggio | Pos.            |
| -------------- | ----------------- | --------------------------- | --------------------------- | ------ | -------------------- | -------------------- | -------------------- | -------------------- | --------------- |
| Mahoor Shahzad | Singolo femminile | A. Yamaguchi P (3–21, 8–21) | K. Gilmour P (14–21, 14-21) | 3ª     | Non qualificata      | Non qualificata      | Non qualificata      | Non qualificata      | Non qualificata |

## Judo
| Atleta            | Evento  | 16-esimi                      | Ottavi               | Quarti               | Semifinali           | Ripescaggio          | Med. bronzo          | Finale               | Posizione       |
| Atleta            | Evento  | Avversario Risultato          | Avversario Risultato | Avversario Risultato | Avversario Risultato | Avversario Risultato | Avversario Risultato | Avversario Risultato | Posizione       |
| ----------------- | ------- | ----------------------------- | -------------------- | -------------------- | -------------------- | -------------------- | -------------------- | -------------------- | --------------- |
| Shah Hussain Shah | -100 kg | R. Darwish (EGY) P (0s3-10s1) | Non qualificato      | Non qualificato      | Non qualificato      | Non qualificato      | Non qualificato      | Non qualificato      | Non qualificato |

## Nuoto
| Atleta                | Gara                        | Batterie | Batterie | Semifinali      | Semifinali      | Finale          | Finale          |
| Atleta                | Gara                        | Tempo    | Pos.     | Tempo           | Pos.            | Tempo           | Pos.            |
| --------------------- | --------------------------- | -------- | -------- | --------------- | --------------- | --------------- | --------------- |
| Muhammad Haseeb Tariq | 100 m stile libero maschili | 53"81    | 62º      | Non qualificato | Non qualificato | Non qualificato | Non qualificato |
| Bisma Khan            | 50 m stile libero femminili | 27"78    | 56ª      | Non qualificata | Non qualificata | Non qualificata | Non qualificata |

## Sollevamento pesi
| Atleta      | Evento | Strappo   | Strappo    | Slancio   | Slancio    | Totale | Classifica |
| Atleta      | Evento | Risultato | Classifica | Risultato | Classifica | Totale | Classifica |
| ----------- | ------ | --------- | ---------- | --------- | ---------- | ------ | ---------- |
| Talha Talib | -67 kg | 150       | 2          | 170       | 7          | 320    | 5º         |

## Tiro a segno/volo
| Atleta                 | Evento                              | Qualificazione | Qualificazione | Finale          | Finale          |
| Atleta                 | Evento                              | Punteggio      | Classifica     | Punteggio       | Classifica      |
| ---------------------- | ----------------------------------- | -------------- | -------------- | --------------- | --------------- |
| Muhammad Khalil Akhtar | Pistola 25m automatica maschile     | 572            | 15º            | Non qualificato | Non qualificato |
| Ghulam Mustafa Bashir  | Pistola 25m automatica maschile     | 579            | 10º            | Non qualificato | Non qualificato |
| Muhammad Khalil Akhtar | Pistola 10m aria compressa maschile | 578            | 9º             | Non qualificato | Non qualificato |